# Kaiyi
Cowin Auto (nombre oficial Yibin Kaiyi (Cowin) Automobile Co., Ltd., chino: 凯 翼, Kǎiyì) es un fabricante de automóviles chino fundado en 2014, centrado en los jóvenes y que ofrece automóviles con una relación costo-beneficio.

## Historia
El origen de la denominación Cowin se remonta al año 2003 cuando se introdujo para identificar el modelo de coche homónimo que no era más que el restyling del antiguo Chery Fulwin (la versión bajo licencia de la primera serie del Seat Toledo así como el primer coche producido por el mismo chino); Posteriormente, a partir de 2009, Chery decidió reorganizar su gama de productos utilizando este nombre para identificar una subgama de modelos que ya son antiguos y al final del ciclo de producción, pero se mantienen en la lista de precios sólo porque todavía garantizan volúmenes de ventas decentes; así nació el Chery Cowin 1 (el restyling del antiguo QQ6), el Chery Cowin 2 (ex Chery Cowin / Fulwin), Chery Cowin 3 (ex modelo Chery A5), etc.
Cowin Auto se fundó como filial del fabricante de automóviles chino Chery Automobile en 2014 con el objetivo de desarrollar un nuevo nicho en el dinámico mercado automovilístico de China. Cowin estaba dirigido a compradores jóvenes de ciudades medianas y pequeñas de un país asiático, y quería animarles a comprar principalmente a través de un precio bajo.
El primer vehículo de la marca Cowin fue el sedán subcompacto C3 y el hatchback C3R, que salieron a la venta en noviembre de 2014, seis meses después de su debut. En los años siguientes, la gama de Cowin se amplió principalmente en términos de SUV y crossovers, comenzando con el X3 en 2016. Then a year later, it was joined by the larger X5. En 2020, Cowin lanzó un automóvil más potente: el E5, mientras que al mismo tiempo, para detener la caída de la popularidad de la marca, se lanzó el Showjet.
En 2022, la marca comenzará a venderse como Kaiyi Auto.

### Venta de acciones a la ciudad de Yibin
En 2018, tras una reestructuración del accionariado de Chery, parte de Cowin se vendió a la ciudad de Yibin a través de las filiales Yibin Auto Industry Development Investment Co., Ltd. y Sichuan Yibin Pushi (PUSH) Group Co., Ltd., que tomó posesión del 50,5%.  Chery Automobile retuvo una participación del 49%.
La ciudad de Yibin pagó un total de 2.500 millones de RMB por una participación del 51% en Cowin (valorando la empresa en alrededor de 5.000 millones de RMB, unos 800 millones de dólares). La sede de Cowin Auto se trasladó a Yibin, Sichuan y la empresa cambió su nombre oficial a Yibin Kaiyi (Cowin) Automobile Co., Ltd.
El 7 de enero de 2019 se inauguró la nueva planta de producción en Yibin y el X5 entra en producción. La producción del modelo X3 continuará en la planta de Chery en Wuhu.

## Vehículos
- Cowin C3
- Cowin E3
- Cowin E5 (aka KAIYI E5)
- Cowin X3 (aka KAIYI X3)
- Cowin X3 Pro (aka KAIYI X3 PRO)
- Cowin X5
- Cowin V3
- Cowin V7
- Cowin Showjet / Xuanjie
- Cowin Xuandu
- Cowin Kunlun (aka KAIYI X7)
- Kaiyi i-EA 01
- Kaiyi i-EA 02
- Kaiyi Tanggu

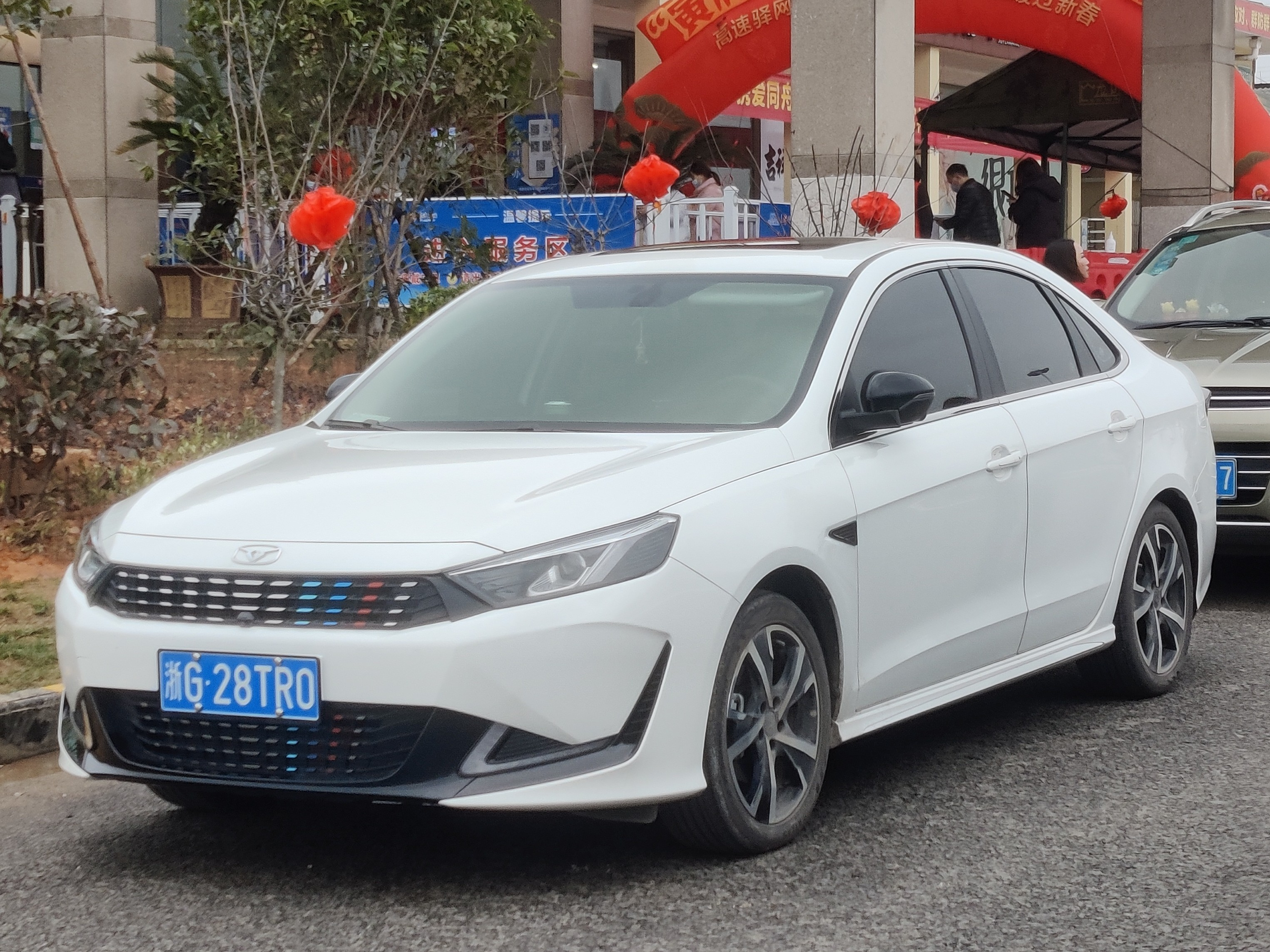
Cowin Xuandu
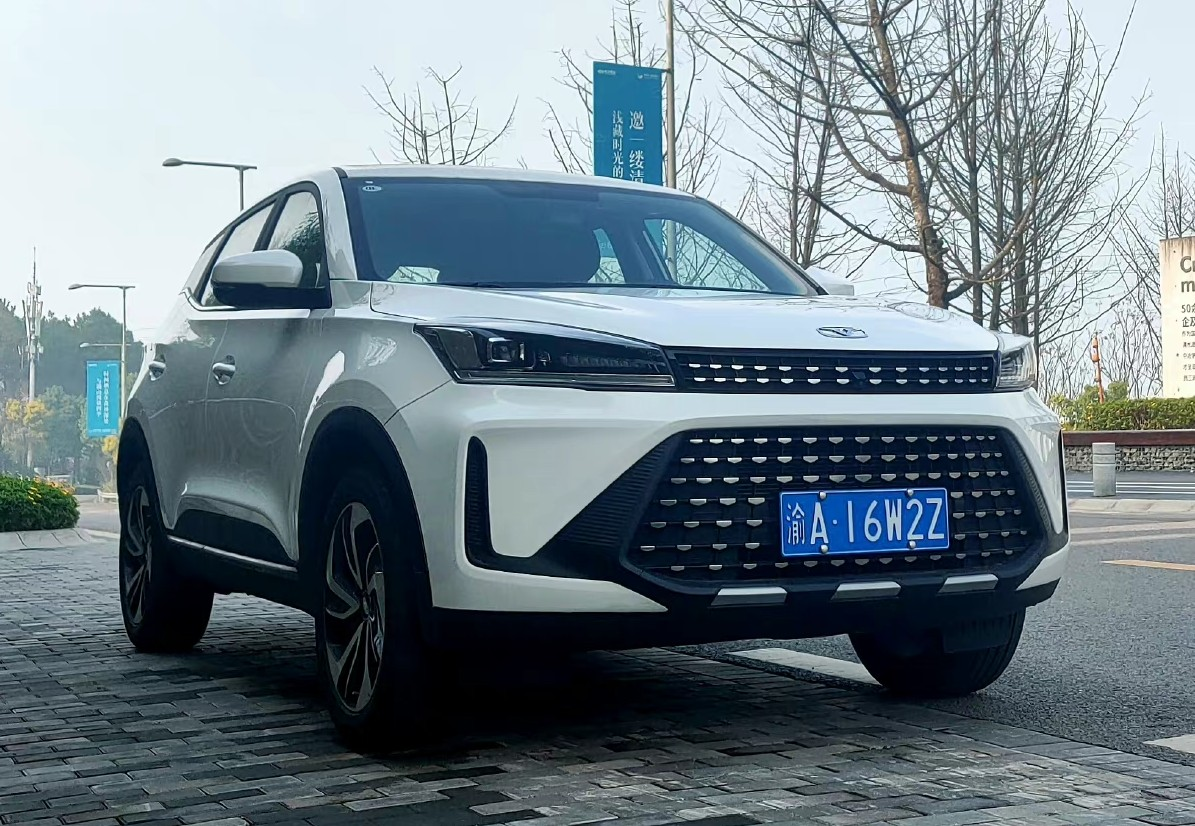
Cowin Showjet Pro

## enlaces externos
- KAIYI Paraguay Golden Arrow SA
- Sitio web oficial

- Datos: Q50379347
- Multimedia: Cowin vehicles / Q50379347